# 姶良中継局
姶良中継局（あいらちゅうけいきょく）は、鹿児島県姶良市鍋倉にあるテレビ放送の中継局。地上デジタル放送の中継局については2009年（平成21年）9月に設置されることになった。
付近は桜公園という鹿児島湾（錦江湾）、桜島などが見渡せる公園であり眺望には絶好のスポットである、花見時には大勢の人でにぎわう、米山薬師からは尾根伝いで結ばれており絶好のハイキングコースである。

## 送信施設概要

### 地上デジタルテレビジョン放送
| ID | 放送局名             | 物理 チャンネル | 空中線 電力 | ERP  | 放送対象地域 | 放送区域 内世帯数 | 運用開始日     |
| -- | -------------------- | --------------- | ----------- | ---- | ------------ | ----------------- | -------------- |
| 1  | MBC 南日本放送       | 49              | 3W          | 6.4W | 鹿児島県     | 21,580世帯        | 2009年 9月30日 |
| 2  | NHK 鹿児島教育       | 27              | 3W          | 8.5W | 全国         | 21,580世帯        | 2009年 9月30日 |
| 3  | NHK 鹿児島総合       | 45              | 3W          | 8.3W | 鹿児島県     | 21,580世帯        | 2009年 9月30日 |
| 4  | KYT 鹿児島読売テレビ | 19              | 3W          | 6.6W | 鹿児島県     | 21,580世帯        | 2009年 9月30日 |
| 5  | KKB 鹿児島放送       | 43              | 3W          | 6.4W | 鹿児島県     | 21,580世帯        | 2009年 9月30日 |
| 8  | KTS 鹿児島テレビ放送 | 21              | 3W          | 6.6W | 鹿児島県     | 21,580世帯        | 2009年 9月30日 |

- 試験放送は、2009年（平成21年）8月3日から9月29日まで全局実施中。
- 2009年（平成21年）7月14日、九州総合通信局より姶良中継局に地上デジタルテレビジョンの予備免許が付与された。
- 主な受信地域： 鹿児島県姶良市の各一部

### 地上アナログテレビジョン放送
| チャンネル | 放送局名             | 空中線 電力       | ERP                | 放送対象地域 | 放送区域 内世帯数 | 運用開始日     |
| ---------- | -------------------- | ----------------- | ------------------ | ------------ | ----------------- | -------------- |
| 2          | NHK 鹿児島教育       | 映像10W /音声2.5W | 映像36W /音声9.1W  | 全国         | 不明              | 1965年 9月1日  |
| 4          | NHK 鹿児島総合       | 映像10W /音声2.5W | 映像34W /音声8.5W  | 鹿児島県     | 不明              | 1965年 9月1日  |
| 6          | MBC 南日本放送       | 映像10W /音声2.5W | 映像33W /音声8.3W  | 鹿児島県     | 不明              | 1965年 9月1日  |
| 24→31      | KKB 鹿児島放送       | 映像30W /音声7.5W | 映像78W /音声19.5W | 鹿児島県     | 不明              | 1991年 3月23日 |
| 20→52      | KYT 鹿児島読売テレビ | 映像30W /音声7.5W | 映像95W /音声24W   | 鹿児島県     | 不明              | 1994年 4月1日  |
| 22→62      | KTS 鹿児島テレビ放送 | 映像30W /音声7.5W | 映像95W /音声24W   | 鹿児島県     | 不明              | 1971年 5月15日 |

- 地上アナログテレビジョン放送は2011年（平成23年）7月24日までに全局放送終了。
- 左側のチャンネルはアナアナ変換に伴い、2004年12月21日 - 2005年3月20日[1]の期間中に変更。